# (5807) Mshatka
(5807) Mshatka est un astéroïde de la ceinture principale.

## Description
(5807) Mshatka est un astéroïde de la ceinture principale. Il fut découvert le 30 août 1986 à Nauchnyj par Lioudmila Tchernykh. Il présente une orbite caractérisée par un demi-grand axe de 3,05 UA, une excentricité de 0,11 et une inclinaison de 2,1° par rapport à l'écliptique.

## Compléments